# Rękopis Gruuthuse

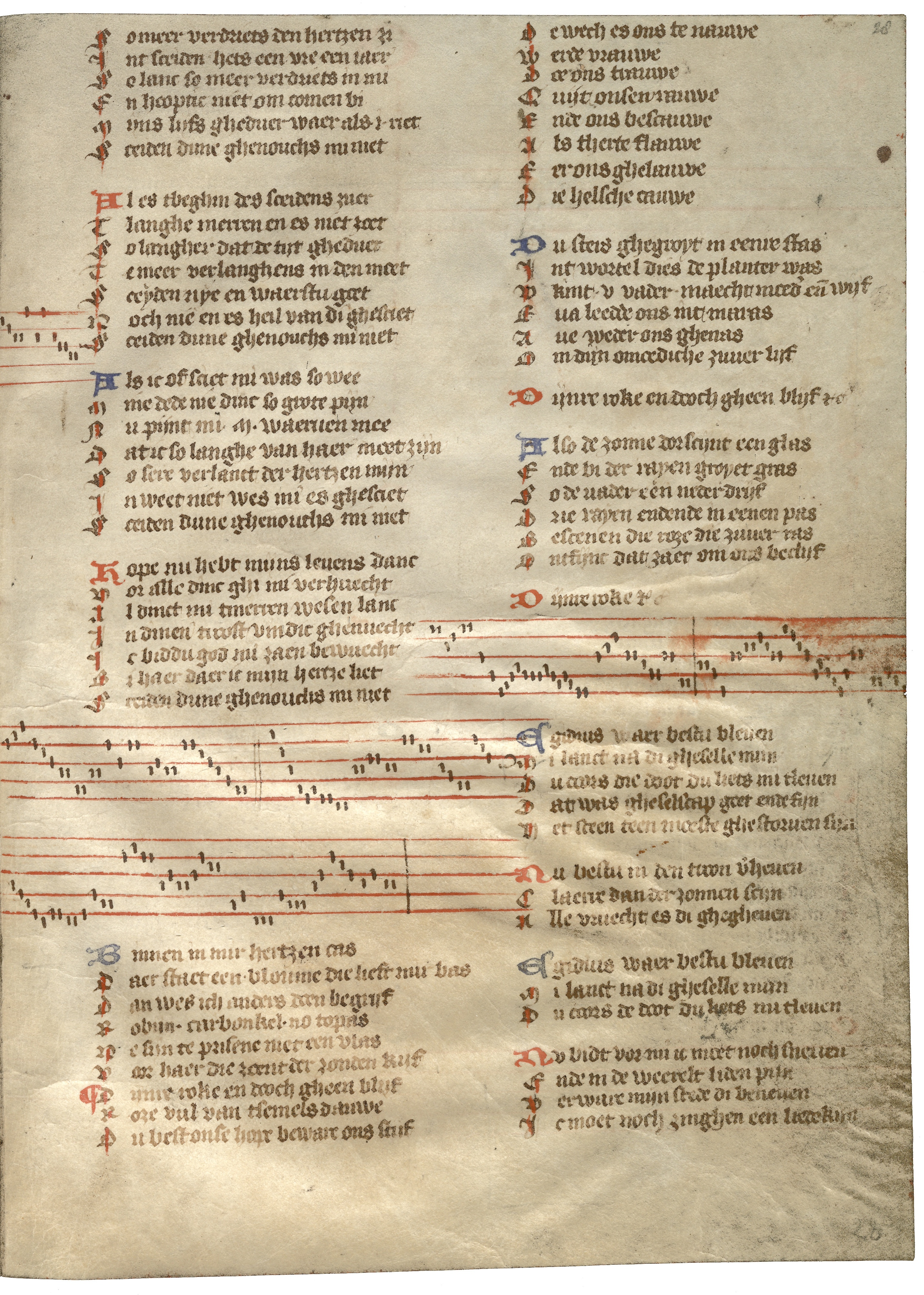
Fragment utworu 'Egidius waer bestu bleven' z Rękopisu Gruuthuuse

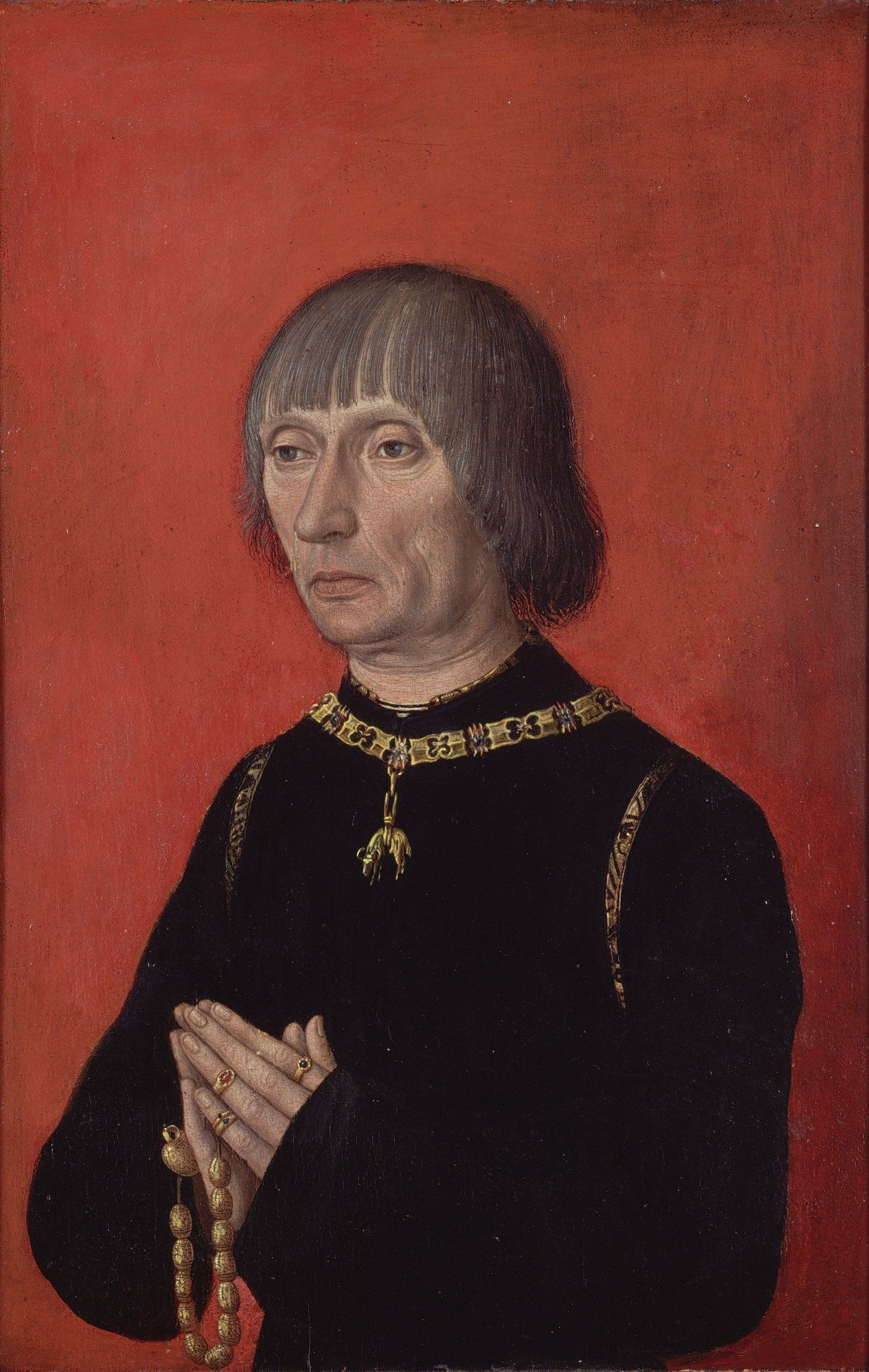
Lodewijk van Gruuthuse

Rękopis Gruuthuse (nid. Het Gruuthuse-handschrift) – średniowieczny manuskrypt zbiorowy powstały w języku średnioniderlandzkim w odmianie flamandzkiej w dialekcie zachodnioflamandzkim około roku 1400, choć data ta nie jest potwierdzona przez żaden tekst naukowy. Pracujący nad badaniami manuskryptu eksperci ustalili, że najwcześniejsze fragmenty dzieła pochodzą z końca XIV wieku, natomiast najpóźniejsze – z początku XV wieku. Umowny rok 1400 jest więc wypadkową tych dat. Powstał on prawdopodobnie w Brugii bądź jej okolicach, na co, według ekspertów, wskazują pojawiające się w dziele nazwiska związane z tym właśnie miastem oraz dialekt, w którym został on spisany. 
Swoją nazwę zbiór ten zawdzięcza pierwszemu znanemu z imienia i nazwiska właścicielowi, Lodewijkowi van Gruuthuse, panu Brugii, który w jego posiadanie wszedł stosunkowo późno po jego powstaniu, gdyż dopiero w drugiej połowie XV wieku. Przez długi okres manuskrypt nie był darzony szczególnym zainteresowaniem; był on zapomniany i ponownie odkryty około roku 1837, prawdopodobnie przez nauczyciela akademickiego z Brugii, Jana Antoona De Jonghe. Wówczas dzieło znane było pod tytułem Oudvlaemsche liederen en gedichten. W tamtym okresie niewiele było o tym manuskrypcie wiadomo. Dopiero niedawne badania zaczęły rozwiewać pewne wątpliwości i rzucać na dzieło nowe światło poprzez zastosowanie najnowszych technologii. Współcześnie zbiór ten przechowywany jest w Bibliotece Królewskiej w Hadze (od roku 2007). 

## Zleceniodawca i autorzy
Nie jest znany zleceniodawca tego dzieła jak również większość autorów rozmaitych tekstów znajdujących się w Rękopisie Gruuthuse, jednak dwa nazwiska pisarzy pojawiają się w tekście: jednym z nich jest Jan Moritoen, który wspomniany jest w części trzeciej, drugim – Jan van Hulst w części pierwszej i drugiej. K. Heeroma, holenderski filolog i językoznawca, w swojej książce Liederen en gedichten uit Het Gruuthuse-handschrift opisuje, że w tej samej modlitwie w której przez akrostych ujawnia się Jan van Hulst manifestuje się w ten sam sposób jeszcze 11 innych osób: Cateline, Lievin, gheraert, Soete, Adriaen, Trude, Jannin, Ruebin, Coppin, Willem, Makelare. 

## Budowa
Manuskrypt składa się z trzech części; w pierwszej części znajduje się 7 rymowanych modlitw, w drugiej – 147 piosenek o różnej tematyce (przeważają jednak piosenki o tematyce miłosnej), w trzeciej natomiast 18 wierszy. Całość obejmuje 85 kart pergaminu, jednak według Heeromy pierwsza karta została doklejona w późniejszym okresie. Pozostałe karty dzielą się – jak wspomniano powyżej - na trzy części o nierównej objętości, które z początku funkcjonowały oddzielnie, później jednak zostały ze sobą złączone, co wg Heeromy miało miejsce w 1462 roku. Mimo iż Rękopis Gruuthuse zawiera teksty, które nie występują w żadnym innym zbiorze, jego niepozorny wygląd może na to nie wskazywać. Większość podobnych dzieł z tego okresu jest przyozdobiona w unikatowe ornamenty i ilustracje, Rękopis Gruuthuse natomiast nie posiada dekoracji i jest bardzo prosty w swojej formie. 

## Treść

### Modlitwy
Pierwsza część Rękopisu Gruuthuse zawiera siedem modlitw. Ich tytuły to: Miserere mei Deus, Gebed, Aen St. Baptista, Aen Maria, Salve Regina, Het Lyden Christi i Ave Maria. Ich charakter nie jest jednak spójny i waha się pomiędzy retorycznym, literackim, a charakterem cechującym opowieści. Modlitwy różnią się również objętościowo. Liczą kolejno 351, 143, 104, 87, 297, 241 i 120 wersów. Wspólną cechą utworów zebranych w pierwszej części rękopisu jest użycie rymów. Dwie z modlitw to akrostychy, w których Jan van Hulst ujawnia swoje imię. Wszystkie modlitwy w manuskrypcie znane są również z innych zbiorów modlitw z Brugii. W modlitwie Aen Maria, zwanej również Pelgrimsgebed, znajdują się akrostychy z imionami ludzi, jednak badacze nie byli w stanie ustalić ich historycznych tożsamości. Imiona Gheraert i Soete występują również w części drugiej rękopisu. Dzięki ostatnim badaniom można przypuszczać, że chodzi tutaj o tzw. broederschap van Onze Lieve Vrouwe van Hulsterloo, czyli bractwo Najświętszej Marii Panny z Hulsterloo. 

### Piosenki
Są najliczniej występującymi tekstami w manuskrypcie, wiele z nich posiada unikatowy charakter. Dwie trzecie z nich zostało napisane w muzycznej formie ballady i ronda. Pozostałe określone zostały pojęciem chanson. Piosenki wyposażone zostały w stosunkowo innowacyjny zapis melodii – notację za pomocą wertykalnych kresek. Jest to najstarszy i największy niderlandzkojęzyczny zbiór pieśni wraz z ich notacją muzyczną, który przetrwał do naszych czasów. Najprostszy i najbardziej zauważalny podział piosenek to ten na piosenki dworskie (nid. hoofse liederen) i te, które z charakterem dworskim nie mają wiele wspólnego (nid. onhoofse liederen). Te pierwsze w dużej mierze opiewają miłość dworską, miłość czystą, niezmysłową, która swój początek wzięła w pieśniach prowansalskich trubadurów i minnesingerów z obszaru nad Renem. W Rękopisie Gruuthuse pieśni te pisane są z perspektywy mężczyzny, kochanka, do swojej lubej, wysoko urodzonej damy, będącej dla niego nieosiągalną. Przykładami takich piosenek są utwory o nr 20, 131, 50, 111, 13, 18, 25, 50, 22, 23, 28, 30, 31, 39. Te pieśni, które są przeciwieństwem pieśni dworskich, traktują głównie o miłości zmysłowej w humorystyczny sposób, bądź były śpiewane podczas picia alkoholu (z nid. 'drinklied') (np. nr 16, 17, 26, 27, 37, 38, 85, 86). Ponadto można też znaleźć piosenki religijne (w większości kierowane do Maryi) a także pieśni upamiętniające, pieśni majowe i pieśni związane z Nowym Rokiem. Do najpopularniejszych piosenek z manuskryptu należą Kerelslied oraz Egidiuslied. Ta pierwsza wyśmiewa chłopów i ich głupotę natomiast druga, zaliczana do najważniejszych wierszy literatury Niderlandzkiej, jest elegią wyrażającą żal podmiotu lirycznego po o stracie przyjaciela, Egidiusa.

### Wiersze
Trzecia część manuskryptu zawiera 14 wierszy o różnej formie i objętości. Najdłuższy z nich (nr 1) liczy 2360 wersów, natomiast najkrótszy (nr 10) - 91. W tej części Rękopisu Gruuthuse znajdują się również nieukończone fragmenty dwóch wierszy oraz początkowa i końcowa część jednego utworu.
Wiersze te są często interpretowane jako alegoryczne utwory w stylu Opowieści o Róży, jednakże jest to zbyt daleko idące uogólnienie ze względu na znacznie większą różnorodność tematyczną wierszy, ich długość oraz dużą ilość postaci występujących w poszczególnych utworach. W rzeczywistości tylko jeden z wierszy (nr 1) jest bezpośrednio inspirowany wyżej wymienionym dziełem. Część wierszy z manuskryptu inspirowanych jest również twórczością francuskich poetów z XIII i XIV wieku - Guillaume de Lorris, Guillaume de Machaut oraz Jean Froissart.
Cechą wspólną wszystkich utworów zawartych w trzeciej części manuskryptu jest to, że tematyka każdego nich związana jest w jakiś sposób z miłością, światem dworskim w kontekście duchowym lub z samym zagadnieniem duchowości i religii.
Forma wierszy jest bardzo różnorodna. W zbiorze znaleźć można m.in. – unikatowe w literaturze niderlandzkiej – kazanie opracowane w formie rymowanej (nr 8). W manuskrypcie można znaleźć również wiersze dydaktyczne (nr 15, 16), w których zawarte są rady dla młodych ludzi związane z życiem duchowym i duszą, wiersze o tematyce miłosnej (nr 1, 2, 6, 7, 13), utworów traktujący o grzechach w społeczeństwie (nr 11) jak również opis obrazu lub gobelinu (nr 9).

## Publikacje
- N. GEERTS, Die altflämischen Lieder der Handschrift Rhetorijcke ende Ghebeden-Bouck van Mher Loys van den Gruythuse, 1909
- Hervé STALPAERT, De kapelaan van Oedelem: de lotgevallen van pikante liederenthema's vanaf de 14de tot de 20ste eeuw, in: Volkskunde, 1969.
- B. H. ERNE, De forestier van de Witte Beer in het Gruuthusehandschrift, in: Tijdschrift voor Nederlandse Taal en Letterkunde, 1972, blz. 107-121.
- A. W. E. DEK, De genealogie van de heren van Borselen, Zaltbommel, 1979.
- F. P. VAN OOSTROM, Heeroma, "Gruuthuse" en de grenzen van het vak, in: Literatuur 5, 1988, blz. 260-268.
- J. OOSTERMAN, Jan van Hulst, Gruuthuse-dichter, in: Tijdschrift voor Nederlandse letterkunde, 1992, blz. 321-232.
- J. REYNAERT, Jan van Hulst en zijn gezellen treden op voor Margaretha van Male, in: M. A. SCHENKENVELD – VAN DER DUSSEN (red.), Nederlandse literatuur, een geschiedenis, Groningen, 1993, blz. 80-85.
- J. REYNAERT, Laet ons voort vrolyc maken zanc. Opstellen over de lyriek in het Gruuthusehandschrift, Gent, 1999.
- A. VAN DEN ABEELE, Het ridderlijk gezelschap van de Witte Beer, Brugge, 2000.
- H. BRINKMAN, In graeu vind ic al arebeit. Biografische contouren van de Gruuthusedichter Jan Moritoen, in: Queeste, Tijdschrift voor middeleeuwse letterkunde, 2002.
- J. OOSTERMAN (red.), Stad van koopmanschap en vrede, Leuven, 2005.
- H. BRINKMAN en I. DE LOOS, De stadspoorten van Brugge en de datering van het handschrift, in: Gruuthusehandschrift, toelichting bij teksten en muziek.
- A. VAN DEN ABEELE, Het enigma van de genealogie Gruuthuse: veel vragen en enkele antwoorden, in: Vlaamse Stam, 2007, blz. 621-628.
- A. VAN DEN ABEELE, Een les in alertheid en voorkomendheid. De dag dat het Gruuthusehandschrift verkocht werd, in: De Parelduiker, 2007, blz. 39-49.
- A. VAN DEN ABEELE, Zes eeuwen Gruuthusehandschrift en zijn mogelijke eigenaars, in: Biekorf, 2008, blz 47-66 en 199-214.
- Fr. WILLAERT (e.a.), Het Gruuthuse-handschrift in woord en klank. Nieuwe inzichten, nieuwe vragen, Gent, Koninklijke Academie voor Nederlandse Taal- en Letterkunde, 2010, 228 blz. - ISBN 978-90-72474-83-4.
- Noël GEIRNAERT, Op zoek naar Egidius. Het laatmiddeleeuwse Brugge in het Gruuthusehandschrift, in: Frank WILLAERT (red.), Het Gruuthusehandschrift in woord en klank. Nieuwe inzichten, nieuwe vragen, Gent, 2010.
- Jan DUMOLYN, Une idéologie urbaine "bricolée": les "Sept portes de Bruges" dans le manuscrit Gruuthuse (début du 15e siècle), in: Belgisch Tijdschrift voor filologie en geschiedenis, 2010.
- Frits VAN OOSTROM, Wereld in woorden, geschiedenis van de Nederlandse literatuur, 1300–1400, uitgeverij Bert Bakker, Amsterdam, 2013
- Liefde en Devotie. Het Gruuthusehandschrift, Tentoonstellingscatalogus Gruuthusemuseum, Brugge, 2013.
- Herman BRINKMAN (red.), Liefde, leven en devotie: poëzie uit het Gruuthusehandschrift, Amersfoort, 2013.
- Hendrik CALLEWIER, De kapelaan van Oedelem: de Brugse seculiere geestelijkheid en het Gruuthusehandschrift, in: Biekorf, 2014.